# Dermestes latissimus
Dermestes latissimus là một loài bọ cánh cứng trong họ Dermestidae. Loài này được Bielz miêu tả khoa học năm 1850.